# Günter Cießow
Günter Cießow (* 23. Februar 1934; † 15. August 2024) war ein deutscher Go-Spieler.
Bei den Europäischen Go-Meisterschaften wurde er 1960 Europameister.
Deutscher Meister im Go war er 1960 und 1972.
Günter Cießow lernte Go 1947 noch bei Felix Dueball, der in den 1920er Jahren die erste Go-Gruppe in Berlin gegründet hatte. „Anfangs waren es nur 30 Mitglieder“, berichtete Cießow 2015 dem Tagesspiegel, „aber die Go-Gemeinde wuchs schnell, auch weil sie von den Nazis unterstützt wurde. Die wollten die Kultur ihrer japanischen Bündnispartner fördern.“ Nachdem Fritz Dueball die ersten drei Europameisterschaften von 1957 bis 1959 gewonnen hatte, gelang es Cießow 1960, den Sohn seines ehemaligen Lehrers als Europameister abzulösen.
Im Jahre 2008 verfasste Cießow zu Ehren seines Lehrmeisters das Buch Felix Dueball. Go-Pionier aus Berlin. Eine Reminiszenz aus "Go"-licher Sicht.
Günter Cießow wohnte in Berlin-Charlottenburg und war bis zu seinem Tod Mitglied im Go-Verband Berlin.

## Einzelbelege
1. ↑  150. Geburtstag in Berlin. Go Verband Berlin, 22. Februar 2009, abgerufen am 20. August 2024.
2. ↑  Wir gedenken Günter Cießows. Go Verband Berlin, 19. August 2024, abgerufen am 20. August 2024.
3. 1 2  Philip Barnstorf: Seine Welt ist schwarz-weiß. Tagesspiegel online, 6. April 2015
4. ↑  Steffi Bey: Gefangene im Dosendeckel. Neues Deutschland, 7. Januar 2009

| Personendaten    | Personendaten        |
| ---------------- | -------------------- |
| NAME             | Cießow, Günter       |
| KURZBESCHREIBUNG | deutscher Go-Spieler |
| GEBURTSDATUM     | 23. Februar 1934     |
| STERBEDATUM      | 15. August 2024      |